# 弗斯霍瓦縣

51°48′N 16°18′E / 51.800°N 16.300°E
弗斯霍瓦縣（波蘭語：Powiat wschowski），是波蘭的縣份，位於該國西部，由盧布斯卡省負責管轄，首府設於弗斯霍瓦，面積625平方公里，2006年人口38,958，人口密度每平方公里62人。